# 조선미곡창고
조선미곡창고 주식회사(朝鮮米穀倉庫 株式會社)는 일제강점기 시대 경성부의 기업이다. 흔히 조선미창(朝鮮米倉)이라 불리었다.
1920년대 조선산 쌀 때문에 일본산 쌀값이 폭락하는 상황이 계속되었다. 일본 농민들의 불만에 의해 조선총독부는 일본으로 보내는 조선산 쌀의 양을 조절하기 위한 기업을 설립했다.
1930년 11월 11일 당시에 설립된 조선미곡창고주식회사는 일제강점기 조선산 쌀을 창고에 저장하는 일도 했지만, 화물업도 같이 했다.
1945년 해방 이후엔 재조선 미군정청을 비롯한 정부에 귀속되었다. 1962년 조선운송과 합병되었으며, 1968년에는 민간 자본인 동아그룹에 넘어갔다. 지금의 CJ대한통운의 전신이다.

## 같이 보기
- 조선미곡창고 야구단